# Proconsul
|  | Per a altres significats, vegeu «Procònsol». |

Proconsul fou un gènere primitiu de primats que habitaven en boscos i que va existir fa entre 18 i 15 milions d'anys durant el Miocè, primerament a Kenya i restringit a Àfrica. N'hi havien almenys 4 espècies, amb un pes que anava de les 22 a les 84 lliures.